# الکساندرا، بخش کوزاینیک
الکساندرا، بخش کوزاینیک (به لاتین: Aleksandrów, Kozienice County) یک منطقهٔ مسکونی در لهستان است که در Gmina Magnuszew واقع شده‌است.

## خصوصیات
الکساندرا ۱۲۰ نفر جمعیت دارد.